# 從搖籃到搖籃設計
搖籃到搖籃設計（Cradle-to-cradle design）也稱為搖籃到搖籃、C2C、cradle 2 cradle是產品及系統設計上仿生學的途徑，將人類的產業視為一種自然界的程序，將材料視為是在健康、安全的代謝中循環的養份。這個詞是相對於另一個流行片語「從搖籃到墳墓」（Cradle to Grave）的概念，傳統工業生產從開採加工使用後，就被丟棄成為垃圾，是個搖籃到墳墓的過程；搖籃到搖籃設計則視產品材料為養分，從設計之初就設想如何完全循環回製造端，因此稱為搖籃到搖籃。 
搖籃到墳墓是從一代的出生到同一代的死亡，搖籃到搖籃是從一代的出生「搖籃」到下一次的生命。
搖籃到搖籃設計（C2C設計）提出企業需要保護及豐富生態系统和自然生物代谢，同時也維持安全的、有生產力的工業代謝，其中有有機物質及技術養份的高品質使用以及循環。從搖籃到搖籃設計是整全的經濟、企業及社會框架，希望可以建立一個不但是有效率，在本質上是沒有浪費的系統。廣義來說此系統不只限制在工业设计及制造业，可以應用在文明的許多層面，例如都市環境、建築、經濟以及社會系統等。

## 生物循環與工業循環
搖籃到搖籃（C2C）概念向大自然學習，視所有材料皆為「養份」，皆可再次使用。利用「養分管理」觀念出發，從產品設計階段就仔細構想產品結局，讓物質得以不斷循環。
搖籃到搖籃可分成兩種循環系統：生物循環及工業循環

### 生物循環
生物循環（Biological Cycle）的材料來自「可快速再生的材料」，並且在產品不使用後，可被生物安全分解，或是完全與「生態相容」，最後回到生物循環提供養分。
C2C定義的可快速再生材料，為10年內可收成的天然來源材料，或是妥善管理的森林。
C2C生物循環的材料例如：木材、棉纖維、植物油等。

### 工業循環
工業循環（Technical Cycle）的材料來自「不可快速再生的材料」，產品不使用後須回到工業循環，由回收廠循環再生，讓材料達到同等級或升級應用，並且可用於再製成新的產品。
C2C工業循環的材料例如：金屬、塑膠、玻璃等。

## C2C三大設計原則
在追求生態效益的前提下，C2C設計理念遵循以下三大原則，以實現生物循環和工業循環

### 材料養分永遠可再成為養分
就像在自然界一般，萬物都是養分，沒有廢棄物的觀念。
透過C2C設計可以讓所有產品與材料，在生產、使用及循環過程中，對人類健康和環境安全有益；
最後安全進入生物循環或工業循環，再次成為同等或更高品質的材料和產品。 

### 使用再生能源
再生能源是永不耗盡的 - 重力、太陽能與其衍生的能源，包括潮汐、風能、水力、波浪能及生質能。
搖籃到搖籃設計理念主張，與其消極地節能和減少火力、核能等傳統發電用量，不如積極開發並鼓勵使用再生能源。

### 讚頌多樣性
傳統工業革命下，產業追求高效率、標準方法；然而大自然的系統中，越是複雜的系統，越是穩定、蓬勃發展。
C2C設計理念提倡自然生態、當地文化、個別需求，及在地問題解決方案等多樣性特質。
例如過去無論地理環境為何，房屋都採用一致的鋼筋水泥和冷氣空調；
但在C2C架構之下，我們可選擇使用在地建材，並且依當地氣候做最合適的設計。

## C2C產品認證五大指標面向
C2C認證是在循環經濟倡議下針對產品永續設計的認證，涵蓋了產品材料與製程，並可分為以下五大面向。

### 材料健康性
了解產品中所有材料與化學品，包含製程使用的化學品。並根據產品的預期用途評，評估對人類與環境健康的影響。
若有被評估為具有健康風險的物質，廠商應修改產品設計，選用更安全的材料。

### 產品循環性
包含規劃產品收回系統，產品可拆解設計，以及各零件材料都選用可以不斷循環使用的材料養分。
材料或化學品的循環，包括了工業循環（Upcycle升級再造），以及生物循環（可安全堆肥分解、可快速再生）

### 製程使用再生能源
以所有製造皆由100%的清潔再生能源驅動為目標，包含再生能源電力，以及生質燃料。

### 製程用水管理
將乾淨的水視為寶貴資源、基本人權來管理。
前端包含工廠取水不排擠當地其他居民用水、不排擠生態所需的用水。
後端包含工廠排水不含任何有毒物質，甚至可直接飲用，讓週圍生物繼續安全的用水。

### 製程社會公平性
確保生產供應鏈中所有利害關係人皆合理受益，包括員工、客戶、供應鏈網絡與周遭環境等。

## 外部連結
- 搖籃到搖籃設計概念 （页面存档备份，存于）